# Мадана-варман

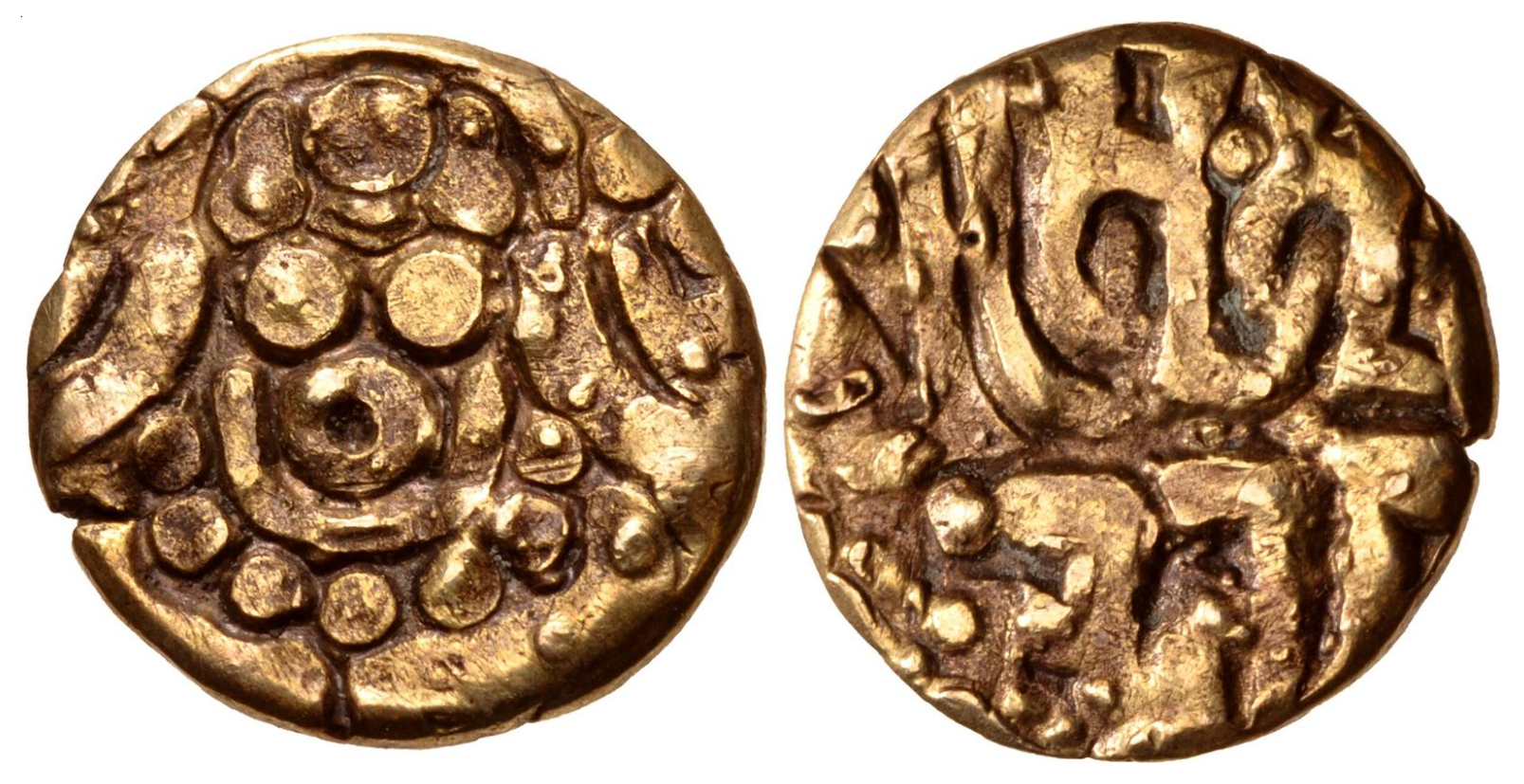
Золота монет Мадана-вармана

Мадана-варман (гінді मदनवर्मन; д/н — 1165) — магараджахіраджа Джеджа-Бхукті близько 1128/1129—1165 роках.

## Життєпис
Походив з династії Чандела. Син Прітвівармана. Посів трон 1128 або 1129 року. Невдовзі в союзі
з Ратнадевою II Калачура, магараджею Ратнапура, виступив проти Гаякарни Калачура, магараджахіраджи Чеді-Дагали, якому було завдано тяжкої поразки. за умовами мирного договору Мадана-варман отримав північну частину сучасного Багелкханду (північний схід Мадх'я-Прадеш). Разом з тим змусив Говіндачандру з клану Гаґавадалів, зберігати нейтралітет. Це дозволило здійснити напад на державу Калінга, де панувала династія Ранніх Східних Гангів, в регіони Анга і Ванга, де панували васали Калачура. Напевне це був лише грабіжницький похід, що приніс значну здобич.
1135 року скористався поразкою Ясовармана II Парамара, магараджахіраджи Малави, від Джаясімхи Чаулук'ї, магараджи Гуджара, захопивши прикордонні землі Малави в районі річки Бетва (притоки Джамнни). Разом з тим це призвело до війни з Джаясімхою Чаулук'я. Обидві сторони згідно з їх написами приписували себе перемогу у війні. З огляду на це більшість дослідників вважають, що жодна зі сторін не досягла важливого успіху, тому відбувся традиційний обмін подарунками, які Мадана-варман і Джаясімха в своїх написах трактували в якості данини.
Мадана-варман почав карбувати золоті, срібні та мідні монети з богинею Лакшмі. Він також випускав мідні монети із зображенням божества Ханумана. На цих монетах згадується його ім'я як Шріман Мадана Варма Дева.
Ймовірно близько 1140 року зазнав потужної атаки газневідського султана Бахрам-шаха, що послабило державу. Тому близько 1143/1144 року Лакшміварман, брат магараджахіраджи Джаявармана I Пармара, зумів перейти у наступ і завдати поразки військам Чандела, відвоював землі, захоплені у 1135 році. З цього часу вів війни проти Парамара і Калачура. Близько 1158 року втратив землі, раніше захоплені в Калачура (північний Багелкханд).
Помер 1165 року. Йому спадкував син Яшоварман II.

## Будівництво
Уславився фундацією численних храмів (Шиви та Вішну навколо озера Магоба; Маданеша-Сагара-Пура в Ахарі;), яким дарував коштовності, коней та слонів. Також споруджено численні штучні водосховища, на берегах яких також були зведено храми Шиви та Вішнну.